# Кулешов, Пётр Борисович
Пётр Бори́сович Кулешо́в (род. 20 апреля 1966, Москва) — советский и российский актёр театра и кино, телеведущий. Наиболее известен как бессменный ведущий интеллектуальной телевикторины «Своя игра».

## Биография
Родился 20 апреля 1966 года в Москве. Мать, Ида Абрамовна Кулешова (род. 1939), — преподаватель математики. Дед Кулешова по материнской линии работал главным гримёром в Малом театре.
Учился в английской спецшколе, писал стихи, которые публиковались в журнале «Юность». В 1986 году окончил ГИТИС (мастерская В. П. Остальского) по специальности «актёр драматического театра и кино». Учёбу в вузе начал со второго курса, учился вместе с Валерием Немешаевым, Михаилом Панюковым, Алексеем Анненковым, Натальей Болговой и Жанной Эппле.
С 1985 года работал в МДТ (Ленинград), затем — в Московской государственной филармонии и в Театре песни Аллы Пугачёвой. В 1987—1988 годах учился на вокальном отделении Московской консерватории. В 1991—1992 годах — актёр театра «Модернъ» и Московского театра пародий «Зигзаг». Писал сценарии для театральных капустников.
В 1992 году по приглашению Александра Гуревича пришёл на телевидение, в образованный сценарный отдел компании «Video International», где готовил тексты для рекламных роликов. В разное время работал ведущим множества телепередач — «Деловая Россия», «Дорогая редакция» (РТР), «Дата» (ТВ Центр). С 1994 года — ведущий «Своей игры» (РТР, НТВ, ТВ-6, в настоящее время — НТВ). С 1995 по 1996 год снимался в юмористической программе «Раз в неделю» на «ТВ-6». Впоследствии Кулешов так вспоминал о данном периоде работы:

«…чего я только не делал. Снимался, прости Господи, в передаче, которая стала предтечей программы „О.С.П.-студия“, в которой были те же самые участники и так далее. Там я снимался в качестве клоуна. Это было жутко забавно. То есть, представь себе, на одном федеральном канале „Своя игра“, на другом федеральном канале — „Бизнес-новости“ 4 часа в день, одно и то же лицо. И это же лицо на ТВ-6 изображает полного придурка в передаче „О. С. П.-студия“».

С 1997 по 1998 год вёл программу «Новости культуры» на телеканале «Культура», был одним из первых её ведущих. В это же время был заместителем шеф-редактора программы «Добрый вечер» на РТР. С 1998 по 1999 год озвучивал анонсы предстоящих передач и сериалов на канале РТР. В 2001 году вёл викторину «Я знаю всё!» на «ТВ-6», а в 2005—2006 годах за кадром вёл передачи «Игры разума» и «Цена удачи». В том же году вёл фестиваль «Новая волна» в паре с Лерой Кудрявцевой, в 2006 году — реалити-шоу «Офис» на ТНТ в паре с Гариком Харламовым. Часто участвовал в передаче «Два рояля», с 2002 по 2005 год состоял в её редакторской группе. В 2010 году вёл телеигру «Кто сказал мяу?» на телеканале «Домашние животные».
В 2005 году Кулешов стал лауреатом премии «ТЭФИ» в номинации «ведущий телевизионной игры». В свободное от основной работы время занимается преподавательской деятельностью и начитыванием аудиокниг.
С 8 февраля 2019 года является закадровым ведущим игрового телешоу «Всемирные игры разума» (позже — «Игры разумов») на телеканалах «Мир» и «НТВ». В 2020—2023 годах озвучивал данные статистики телеигры «Слабое звено» на телеканале «Мир».
С 22 января по 18 ноября 2020 года вёл интеллектуальное шоу на YouTube «VodkaMe».

## Семья и личная жизнь

### Семья
Был женат пять раз. Дочь (от третьего брака) — Полина Коккинаки (р. 1992), фотограф, правнучка лётчика-испытателя Владимира Коккинаки, по состоянию на 2011 год проживает с матерью Ириной.

### Общественная позиция
Выразил свою негативную точку зрения касательно изменений на московских улицах перед муниципальными выборами в сентябре 2017 года.
По собственному утверждению, поддерживает «любых политиков, кроме главных» (в том числе и Алексея Навального), последний раз голосовал на президентских выборах в 2000 году за Григория Явлинского; митинги и акции протеста 2011—2013 годов не посещал.
В декабре 2019 года принимал участие в пикете в поддержку политзаключённых.
В марте 2021 года снялся в видеоролике телеканала RT, в котором рассказал, что сделал прививку от COVID-19.

## Творческая деятельность

### Участие в телепроектах
- В 1995 году вместе с Александром Гуревичем и Алексеем Лысенковым участвовал в петербургской развлекательной программе «Блеф-клуб» на «Пятом канале»[40].
- В 1998 году снимался в рекламном ролике средства от насморка «Contac», где произнёс одну из самых знаменитых рекламных фраз: «Времени нет и насморка нет!»[41].
- В 1999 и 2005 годах дважды принял участие в программе «Два рояля».
- Принимал участие в пародии «О. С.П.-студии» на телевикторину «Своя игра» в качестве ведущего.
- В 2003 году был живым «соведущим» Хрюна и Степана в сатирической анимационной передаче «Тушите свет!» на ТВС[42][43].
- В 2003—2005 годах озвучивал рекламные вставки в передачах «Сто к одному», «Фактор страха. Сибирь» и др.
- В 2005 году участвовал в телепередаче «Хорошие шутки» на СТС вместе с Александром Гуревичем и Иваном Затевахиным.
- Дважды — в 2008 и 2013 годах — был гостем программы «Большая разница».
- Трижды принял участие в телеигре «Сто к одному» в команде участников — в 2009 («Игроки»), в 2010 («Наши гости») и в 2020 году в игре, посвящённой юбилею передачи.
- 13 ноября 2012 года — гость в ток-шоу «Треугольник» на «Третьем канале». 12 декабря этого же года принял участие в ток-шоу «Дёшево и сердито» на «Первом канале» (тема — «Мошенники-стоматологи»).
- В 2013 году снимался в клипе «Страницы» группы «Каста».
- В 2014 году — «эксперт» в программе «МегаГалилео».
- 8 апреля 2016 года принял участие в приветствии команды «Доброжелательный Роман» во втором четвертьфинале Высшей лиги КВН, 15 декабря 2017 года участвовал в приветствии Сборной Большого московского государственного цирка в финале сезона этой же лиги.
- 20 апреля 2016 года, в день своего 50-летия, принял участие в шоу «Вечерний Ургант» на «Первом канале»[44]. Аналогичным образом был гостем разговорной программы «Рождённые в СССР» на телеканале «Ностальгия».
- 3 сентября 2021 года в шоу «Вечерний Ургант» был ведущим телевикторины по мотивам «Своей игры» к 80-летию со дня рождения писателя Сергея Довлатова «Свой Довлатов»[45].

### Фильмография
- 1987 — Забавы молодых — Волобуев, однокурсник Светланы
- 1988 — Артистка из Грибова — одноклассник Нади с гитарой
- 1988 — Меня зовут Арлекино — хозяин собаки
- 2004 — Сёстры — Лёва, режиссёр телевидения
- 2006 — Счастливы вместе — Николай Семеновский, заместитель мэра города (87-я серия «Однажды в Екатеринбурге»)
- 2011—2012 — Хозяйка моей судьбы — Лерман
- 2019 — ИП Пирогова — камео (2 сезон, 3 серия)
- 2020 — Под прикрытием — Пётр Глебович Тарусов («Князь»), бизнесмен
- 2022 — Умная Маша — камео
- 2023 — Стой! Не то мама будет гадать — Каминский (6-я серия «Отличница»)

### Дубляж
- 2021 — Главный герой — Алекс Требек[46]